# Дракенска висораван
Дракенска висораван налази се у Јужноафричкој републици, на Афричком континету. Простире се на дужини од 1 290 кm од североисточног до јужног дела ове републике, а на висоравни се налазе и државе Есватини и Лесото. Лесото је смештен на највишем делу висоравни. 

## Етимологија
Област висоравни позната је и под називом Дракенске планине. Овај назив потиче из африканског језика и значи „змајева планина”. „Укхахламба” је назив за Дракенске планине на језику Зулу.

## Геолошки састав
Дракенска висораван изграђена је од седиментних стена које прекривају вулканске наслаге. Основа платоа настала је пре око 250 – 300 милиона година таложењем кару седимената који не потичу из океана. Слојеви се смењују од глацијалних наслага (Dwyka tillite) па све до земљаног угља на површини. Сам врх висоравни садржи остатке некадашњег континента Гондване за које се сматра да су се пре издизања, које је уследило пуцањем континенталне масе пре 200 милиона година, налазили на нивоу мора. Стеновита маса се издигла изнад регије, истежући и раседајући земљину кору после одвајања Африке и Јужне Америке. Као последица, дошло је до изливања базалта кроз вулканске пукотине доњих слојева седимента током процеса који је трајао 50 милиона година. Ови базалтни слојеви су у почетку прекривали површину од око 2 милиона кm2, захватајући већи део јужне Африке и делове који сада припадају Антарктику. Дебљина базалтних наслага првобитно је износила 1 500 m, али су оне под утицајем ерозије знатно истањене. На тај начин формиран изглед Дракенског платоа је невероватно разнолик и обухвата стрме литице од пешчара, шиљате издвојене врхове, набујале водопаде и дубоке пећине.

## Рељеф висоравни
Висораван представља широко узвишење усмерено ка западу и спада у једну од највећих издигнутих висоравни на свету. Њен највиши врх је Нтлењана у Лесоту (3 482 m) а осим њега, по висини, издвајају се и врхови Монт-о –Сурс (где се налазе извори три реке, од којих је једна Тугела) и врх Џиновски замак, тако назван због стрмих стеновитих литица које личе на зидине замка. Висораван одваја узану приобалну низију од савана и пустиња у унутрашњости јужне Африке. На источној страни висоравни, на преко 3 300 m издижу се високе падине чије се стење ломи под дејством ледника. Реке које извиру у планинама, попут Тугеле и Орања, пробијају се кроз стене правећи импресивне кланце. Кањон реке Блајд формирају три рондавеле (познате и као Три сестре) у Трансвалу. Литице кањона изижу се 800 m. 

## Биљни и животињски свет
Дракенска висораван, којој припадају и огромне површине прекривене високом травом, представља станиште најразноврснијих примерака флоре и фауне, са око 300 аутохтоних биљних врста. На стеновитим падинама висоравни живи пећински мрмот. Овај глодар живи у колонијама од по 40 јединки, због заштите од грабљиваца.